# Adrien Zeller
Adrien Zeller, nascut el 2 d'abril de 1940 a Saverne, morí el 22 d'agost de 2009 a Haguenau, és un polític francès. És membre de l'UMP.
És enginyer agrònom. Ha estat diputat de la UDF a l'Assemblea Nacional Francesa pel Baix Rin des del 1973. Ha estat secretari general d'ocupació (1986-1988), alcalde de Saverne (1977-2001) i eurodiputat (1989-1992).
El 1996 va substituir Marcel Rudloff com a president del Consell Regional d'Alsàcia per la nova coalició UMP.